# Пазиграфія
Пазиграфія (від грец. πας – кожний, усякий й ...графія) – загальнозрозуміле письмо; передача думки/думок знаками, зрозумілими багатьом народам світу(наприклад, нотне письмо).
Ідея була запропонована в XVII столітті англійським лінгвістом на ім'я Джордж Дальгарно, який опублікував в 1661 році книгу під назвою «Ars signorum, vulgo character universalis et lingua philosophica» (лат. Мистецтво позначень, загальнозрозумілі універсальні характери і філософська мова). Замість терміна lingua philosophica стали використовувати термін «пазиграфія».
В 1668 честерський епіскоп Джон Вілкінс  зробив наступну спробу. В своєму філософському трактаті "Нарис щодо суттєвих сторін символів та філософської мови" (англ. An Essay towards a Real Character and a Philosophical Language, 1668) він запропонував нову мову -- універсальна мова(лат. lingua generalis). На жаль, вона не набула поширення. 
Було ще декілька спроб створити пазиграфію на основі піктографії. Мета такої систем -- усезагальний засіб спілкування. Прикладом можуть бути:
- "Неогліфи" А. Баті
- "Пікто" Х. Єнсена.

Однак такі спроби не мали успіху. Як і в піктографії, кодування абстрактної інформації — важка справа. Так і не вдалося розробити універсальну систему, яку можна було б зрозуміти або вивчити досить швидко кожній людині. Тому наступним етапом розвитку піктографії була ідеографія.